# 卡頓代爾 (密西西比州)
卡頓代爾（英語：Cottondale）是位於美國密西西比州森弗勞爾縣的鬼鎮。

## 歷史
卡頓代爾的郵局於1918年設立，其後於1919年停運。

## 地理
卡頓代爾所處的海拔為高於海平面37米（即121英呎），而該地所採用的時區為UTC-6，即北美中部時區（CST）。同時該地設有夏令時間，為UTC-6調快一小時，即UTC-5（CDT）。